# Unione Cristiana e Democratica - Partito Popolare Cecoslovacco
L'Unione Cristiana e Democratica - Partito Popolare Cecoslovacco (Křesťanská a demokratická unie - Československá strana lidová - KDU-ČSL) è un partito politico ceco di orientamento cristiano-democratico.
È membro del Partito Popolare Europeo.

## Storia

### Origini
Già alla fine del XIX secolo nell'Impero austro-ungarico erano nati vari movimenti politici d'ispirazione cattolica. Nel 1894, venne fondato il Partito Socialista Cristiano e, nel 1896, il Partito Nazionale Cattolico in Moravia. Nel 1919, dopo l'indipendenza della Cecoslovacchia, venne fondato il Partito Popolare Cecoslovacco (ČSL), guidato da Jan Šrámek. Nel 1921 il ČSL entrò a far parte del governo. Šrámek, durante l'occupazione nazista, fu capo del governo in esilio, costituitosi provvisoriamente in Gran Bretagna. Nel 1945, alla fine della Seconda guerra mondiale, il ČSL entrò a far parte del governo di unità nazionale. Nel 1948, con l'avvento al potere del Partito Comunista di Cecoslovacchia (KSČ), molti popolari furono perseguitati ed incarcerati. Il ČSL fu, però, inserito nel Fronte nazionale, l'insieme di partiti satelliti del KSČ, che avevano lo scopo di mantenere la Cecoslovacchia uno Stato apparentemente democratico. Nel 1989, dopo la rivoluzione di velluto e la caduta del regime comunista, il ČSL si impegnò nell'allontanamento di coloro che si erano dimostrati conniventi con il regime.

### Dopo il 1989
Alle elezioni del 1990 il ČSL ottenne l'8,4% dei voti e nel 1992 cambiò il nome, fondendosi con l'Unione Democratici e Cristiani (KDU) (un movimento post-rivoluzione che si ispirava alla CDU tedesca). Nonostante l'unione con la KDU, nel 1992 i consensi calarono al 6,3%. Nel 1992, i popolari entrarono nel governo guidato da Václav Klaus (ODS). Alle elezioni del 1996, KDU-ČSL ottenne l'8,1% e in quelle del 1998 il 9%, confermando la sua presenza al governo. Nel 2002, i popolari hanno presentato una lista comune ai liberali (US-DEU), nota come "4K" conquistando il 14,3% dei consensi ed eleggendo 22 deputati. Popolari e liberali entrarono così a far parte del governo guidato dal socialdemocratico di Jirí Paroubek. Alle elezioni politiche del 2006, la KDU-ČSL ha ottenuto il 7,4% dei consensi, rischiando di essere superati dal Partito dei Verdi, perdendo 9 seggi e passando all'opposizione del governo a guida conservatrice di Mirek Topolánek (ODS).
Alle elezioni politiche del 2010, i Cristiano-popolari scesero al 4,4% dei consensi e, non avendo superato lo sbarramento del 5%, non elessero seggi.
Tornato in parlamento nel 2013, il partito entrò a far parte del governo Sobotka insieme ai socialdemocratici ed all'ANO 2011. 
Nel 2020 il partito si allea con il TOP 09 e l'ODS formando la coalizione Spolu, con l'obiettivo di rovesciare il governo dell'ANO 2011, legato al presidente della Repubblica Zeman, ed alla classe dirigente post-sovietica. 
Dopo le elezioni del 2021 entra a far parte del governo di centro-destra guidato da Petr Fiala.

## Loghi

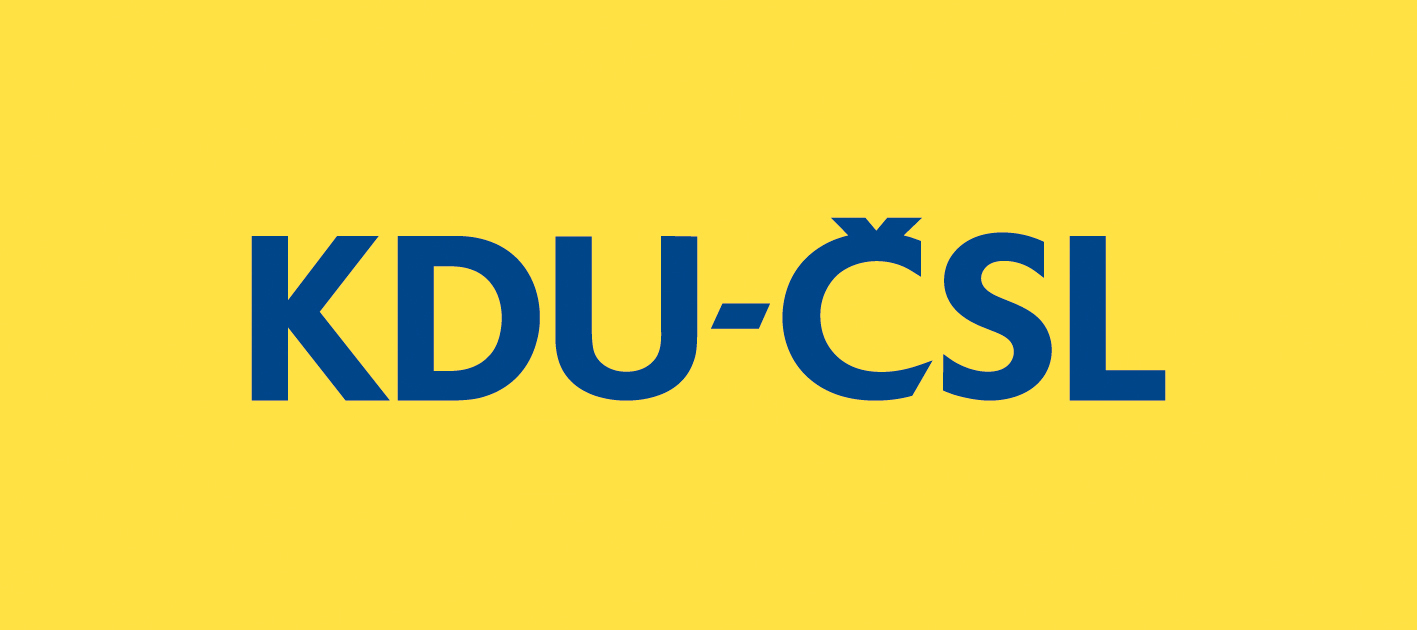
2006–2012
Dal 2012

## Risultati elettorali
| Elezione                     | Voti      | %     | Seggi    |
| ---------------------------- | --------- | ----- | -------- |
| Parlamentari 1990            | 607.134   | 8,42  | 20 / 200 |
| Parlamentari 1992            | 406.341   | 6,28  | 15 / 200 |
| Parlamentari 1996            | 489.349   | 8,08  | 18 / 200 |
| Parlamentari 1998            | 537.013   | 9,00  | 20 / 200 |
| Parlamentari 2002            | 680.671   | 14,28 | 31 / 200 |
| Europee 2004                 | 223.383   | 9,58  | 2 / 24   |
| Parlamentari 2006            | 386.706   | 7,23  | 13 / 200 |
| Europee 2009                 | 180.451   | 7,65  | 2 / 22   |
| Parlamentari 2010            | 229.717   | 4,39  | 0 / 200  |
| Parlamentari 2013            | 336.970   | 6,78  | 14 / 200 |
| Europee 2014                 | 150.792   | 9,95  | 3 / 21   |
| Parlamentari 2017            | 293.643   | 5,80  | 10 / 200 |
| Europee 2019                 | 171.723   | 7,24  | 2 / 21   |
| Parlamentari 2021 (in Spolu) | 1.493.701 | 27,8  | 23 / 200 |
| Europee 2024 (in Spolu)      | 661.250   | 22,27 | 1 / 21   |
| 1.                           |           |       |          |